# Osiris (Zeitschrift)
Osiris ist eine wissenschaftliche Zeitschrift für Wissenschaftsgeschichte. Sie erscheint jährlich und wird von der University of Chicago herausgegeben. Sie wurde 1936 von George Sarton gegründet und ist ein offizielles Journal der History of Science Society (HSS). Zwischen 1969 und 1984 erschienen keine Ausgaben; 1985 nahm die HSS die Veröffentlichung in einer zweiten Serie wieder auf.
Während die vierteljährlich erscheinende Schwesterzeitschrift Isis, gleichfalls offizielles Journal der HSS, breit gestreute Artikel zur Geschichte der Naturwissenschaften, Medizin und Technik und ihrer kulturgeschichtlichen Bedeutung
veröffentlicht, konzentriert sich die Osiris auf besonders signifikante Aspekte aus diesen Bereichen. Neuere Ausgaben behandeln zudem Themen wie Politik und Wissenschaft in Kriegszeiten, Belastung der Umwelt, Stadtplanung und Gesellschaftswissenschaft.